# Henri Van Moé
Pour les articles homonymes, voir Van Moé.
Henri Van Moé, né en 1930 à Rome et mort en 1989 à Puteaux, est un peintre, mosaïste, lithographe, dessinateur et sculpteur français.

## Biographie
De 1947 à 1949, Henri Van Moé fait se forme dans l'atelier de René Jaudon (1889-1966) où il prépare son entrée à l'École nationale supérieure des beaux-arts de Paris. Reçu en 1949, il est admis dans les ateliers du fresquiste Pierre-Henri Ducos de La Haille (1889-1972) et de Jean Dupas (1882-1964). En 1951, Jean Dupas devant subir une intervention chirurgicale, il est remplacé par Edmond Heuzé (1883-1967) . 
Il séjourne en Espagne de 1955 à 1956 et de 1959 à 1960 à la Casa de Velázquez. . Il étudie la technique de la mosaïque durant les années 1960.
Il est membre du Mur vivant[Quoi ?], et participe à toutes leurs manifestations.

## Œuvres
- 1950 : peinture murale pour le restaurant de La Font del Gat, Roussillon (Vaucluse).
- 1953 : peinture murale pour Yves Trévédy (1916-1986), second prix de Rome de peinture en 1943, église Saint-Paul de Caen (Calvados).
- 1954-1955 : peinture acquise par la Ville de Paris[réf. nécessaire].
- 1963 :
  - Les Arts, les Sciences, et les Lettres, mosaïque murale dans l'escalier d'honneur du lycée Albert-Schweitzer, Le Raincy (Seine-Saint-Denis), 1% artistique ;
  - Les quatre Éléments, mosaïque, groupe Saint-Quentin, Bayeux (Calvados), 1% artistique[2].
- 1964-1965 : mosaïque, groupe scolaire Descartes, Asnières-sur-Seine (Hauts-de-Seine)), 1% artistique.
- 1966 : décoration du patio de la maternité du centre hospitalier de Saint-Germain-en-Laye (Yvelines).
- 1966-1967 : mosaïque, lycée Arcisse-de-Caumont, Bayeux (Calvados), 1% artistique.
- 1969 : mosaïque, la chapelle du CHU Gabriel-Montpied, Clermont-Ferrand (Puy-de-Dôme).
- 1969-1970 : décor en pierre à reliefs géométriques sur le mur des ateliers du lycée Paul-Vincensini, Bastia (Corse), 1% artistique.
- 1970 :
  - mosaïques d'émaux sur les deux faces d'un mur au collège Albert-Camus, Thumeries (Nord), 1% artistique ;
  - reliefs en béton, patinoire municipale, Deuil-la-Barre (Val-d'Oise) ;
  - vitrail et béton, résidence particulière, (Eure)[Où ?][réf. nécessaire] ;
  - panneau en mosaïque d'émaux de verre, groupe scolaire Henri-Poincarré, Asnières-sur-Seine (Hauts-de-Seine).
  - décorations, CES Jules-Ferry, Épinal, 1% artistique.
- 1971 :
  - mosaïque, lycée Léo-Lagrange, Bully-les-Mines (Pas-de-Calais), 1% artistique ;
  - mosaïque, gymnase, Le Pré-Saint-Gervais (Seine-Saint-Denis).
  - décorations, CES, Hellemmes (Nord), 1% artistique.
- 1973 : mosaïque, collège Belledonne, Villard-Bonnot (Isère), 1% artistique.
- 1974 : céramiques modulaires, lycée Jean Mermoz, Bourges (Cher), 1% artistique.
- 1974-1975 : mosaïques, collège Voltaire, Saint-Florent-sur-Cher, 1% artistique.
- 1975 : relief en béton et mosaïque, patinoire municipale, Yerres (Essonne).
- 1976 :
  - animation murale, piscine municipale, Beaumont-sur-Oise (Val-d'Oise) ;
  - animation murale, piscine municipale, Argenteuil (Val-d'Oise).
- 1977 : animation murale pour la patinoire de Mantes-la-Jolie (Yvelines)
- Date inconnue : décor mural, lycée Jean-Mermoz, Bourges, œuvre disparue.

## Salons et expositions
Henri Van Moé participe notamment au Salon des artistes français, au Salon des artistes décorateurs, au Salon d'automne, au Salon des Tuileries.
- Galerie Prigent, Rouen, Paris-Normandie, 1960.
- Biennale de Cherbourg, 1964.
- Galerie Dauphine, Paris, Chats et chiens.
- Près de l'église Saint-Gervais-Saint-Protais de Paris, Imagier de plein air.
- Puerto de la Cruz, Tenerife, Institut d'Études Hispaniques (Espagne).

## Récompenses
- 1953 : bourse d'études du Gouvernement français pour un an en Espagne.
- 1955 : lauréat de la Casa de Velázquez à Madrid.
- 1962 : bourse d'études du Gouvernement des Pays-Bas pour six mois en Hollande à Amsterdam.
- 1964 : prix du syndicat d'initiative  la Biennale de Cherbourg.